# Jorge Caruso
Jorge Luis Caruso (São Paulo, 16 de janeiro de 1966) é um advogado e político brasileiro, filiado ao Movimento Democrático Brasileiro (MDB).

## Biografia
Caruso nasceu em São Paulo, capital do estado de São Paulo, em 1966. Formou-se no curso de Direito na Pontifícia Universidade Católica de São Paulo (PUC-SP) e após a graduação atuou na área penal durante mais de uma década.
Durante cinco anos foi orientador do Escritório Experimental da Ordem dos Advogados do Brasil (OAB) de Santo Amaro. O parlamentar pertence às fileiras do Movimento Democrático Brasileiro (MDB) há quase 30 anos onde atualmente ocupa o cargo de secretário geral da executiva estadual.
Foi eleito pela primeira vez em 1998 para o cargo de Deputado estadual, com 51.250 votos. Desde então, Caruso vem sendo reeleito para o cargo e atualmente exerce seu sétimo mandato.
É um deputado muito ligado a causa sociais como, Organização não governamental (ONG), Santa Casa da Misericórdia e ao Programa Nota Fiscal Paulista. O deputado também é ligado com a sociedade civil.

### Desempenho eleitoral
| Ano  | Cargo                          | Partido | Votos   | Resultado | Ref.   |
| ---- | ------------------------------ | ------- | ------- | --------- | ------ |
| 1998 | Deputado estadual de São Paulo | MDB     | 51.250  | Eleito    | [ 11 ] |
| 2002 | Deputado estadual de São Paulo | MDB     | 80.459  | Eleito    | [ 12 ] |
| 2006 | Deputado estadual de São Paulo | MDB     | 81.810  | Eleito    | [ 13 ] |
| 2010 | Deputado estadual de São Paulo | MDB     | 94.894  | Eleito    | [ 14 ] |
| 2014 | Deputado estadual de São Paulo | MDB     | 104.354 | Eleito    | [ 15 ] |
| 2018 | Deputado estadual de São Paulo | MDB     | 83.758  | Eleito    | [ 16 ] |